# Andrés Maldonado
Andrés Eduardo Maldonado Manzini, noto semplicemente come Andrés Maldonado (Caracas, 9 aprile 1994), è un calciatore venezuelano, difensore del Deportivo Miranda.

## Caratteristiche tecniche
È un difensore centrale.

## Carriera
Cresciuto nel settore giovanile dell'Atlético Venezuela, ha esordito in prima squadra il 12 agosto 2012 disputando l'incontro di Primera División venezuelana perso 1-0 contro lo Zulia.